# Ultimo (cantautore)
Ultimo, pseudonimo di Niccolò Moriconi (Roma, 27 gennaio 1996), è un cantautore italiano, vincitore del Festival di Sanremo 2018 nella sezione "Nuove proposte" con il brano Il ballo delle incertezze.

## Biografia

### Gli esordi
Cresciuto nel quartiere romano di San Basilio, è figlio di Sandro Moriconi, ingegnere civile, e di Anna Sanseverino, impiegata dell'Enel. Ha due fratelli maggiori, Lorenzo e Valerio. Dagli otto anni studia pianoforte e composizione al Conservatorio Santa Cecilia e inizia a scrivere e comporre canzoni all'età di quattordici anni. Nel 2010 ha iniziato a frequentare la Melody Music School, dove ha studiato canto e pianoforte, successivamente, inoltre, inizia anche a essere prodotto dalla Melody Studio Recording. Nel 2013 ha vinto la terza edizione del concorso canoro Una voce per il Sud con il brano Regalami un sorriso, dedicato ai bambini del reparto di oncologia dell'Ospedale Bambino Gesù di Roma. Sempre nello stesso anno, in occasione di un concerto benefico, presenta un secondo brano inedito, Amo te.
Il 16 maggio 2014 è stato pubblicato il singolo Una canzone che sogna, cui seguono il 6 febbraio 2015 il singolo Diamante nel cielo, brano scartato dal Festival di Sanremo 2015 e dedicato a un amico scomparso in un incidente stradale, e il 16 aprile Un uomo migliore, con la collaborazione di Giancarlo Giannini, riferito a Fabrizio Corona. A luglio, durante un concerto benefico per l'autismo, ha presentato il brano in tema Il bambino con le scarpe viola. Intanto, dal 2012 in poi, ha tentato la strada dei talent, iscrivendosi ai casting di Amici, X Factor e Sanremo Giovani (nelle edizioni dirette e condotte da Carlo Conti), venendo però scartato tre volte dal primo e due volte dagli altri due. Nello stesso periodo, ha incominciato a esibirsi sui palchi dei locali romani, principalmente nel quartiere San Lorenzo, come quello di Spaghetti Unplugged, insieme ad alcuni futuri esponenti della scena musicale indipendente romana, tra cui Tommaso Paradiso e Motta. Il 7 e il 16 maggio 2016 ha pubblicato sul proprio canale YouTube i brani Fragile e Ritrova i tuoi passi.

### 2017: il primo album,Pianeti
Il 28 maggio 2016 vince a Milano, utilizzando per la prima volta il nome d'arte Ultimo, un concorso di musica hip hop, denominato One Shot Game e promosso dalla Honiro Label, un'etichetta discografica indipendente che poi inizia a produrlo. Il 26 maggio 2017 ha aperto il concerto di Fabrizio Moro al Palalottomatica di Roma, mentre l'8 luglio dello stesso anno si esibisce insieme a Shiva al mercato Testaccio di Roma in occasione dell'Open Day dedicato al film The War - Il pianeta delle scimmie. Infine, il 16 settembre seguente si esibisce al MACRO in occasione dell'Honiro Label Party. Esordisce di fatto il 10 marzo con il singolo Chiave, cui sono seguiti il 26 maggio Ovunque tu sia e il 21 luglio Sabbia. Il 6 ottobre dello stesso anno è stato pubblicato, in concomitanza al singolo omonimo, il suo primo album Pianeti che esordisce in seconda posizione nella classifica iTunes. L'album esordisce nella classifica settimanale FIMI alla 47ª posizione, e solo nel 2019 raggiungerà come picco la quinta posizione. Nel frattempo, il 15 maggio e il 26 giugno dello stesso anno vengono pubblicati sul canale YouTube della Honiro i video live in studio rispettivamente di Giusy e Sogni appesi, due canzoni scritte a quattordici anni ma mai pubblicate in precedenza. Il 6 novembre viene infine estratto l'ultimo singolo dell'album, Stasera.

### 2017-2018: Sanremo Giovani ePeter Pan
Il 15 dicembre 2017, nel corso di Sarà Sanremo, si qualifica tra i partecipanti al Festival di Sanremo 2018 nella sezione "Nuove proposte" con il brano Il ballo delle incertezze risultando il più televotato; tale edizione del Festival ha la particolarità di essere vinta da due artisti entrambi originari del quartiere romano di San Basilio (a vincere la sezione "Campioni" è Fabrizio Moro, con il brano Non mi avete fatto niente, in coppia con Ermal Meta). Il 9 febbraio 2018, al termine della kermesse, Ultimo si classifica al primo posto vincendo anche il Premio Lunezia per il miglior testo; nello stesso giorno è stato pubblicato Peter Pan, secondo album in studio. che esordisce in FIMI alla quarta posizione. Un anno dopo la pubblicazione, l'album raggiungerà la prima posizione.

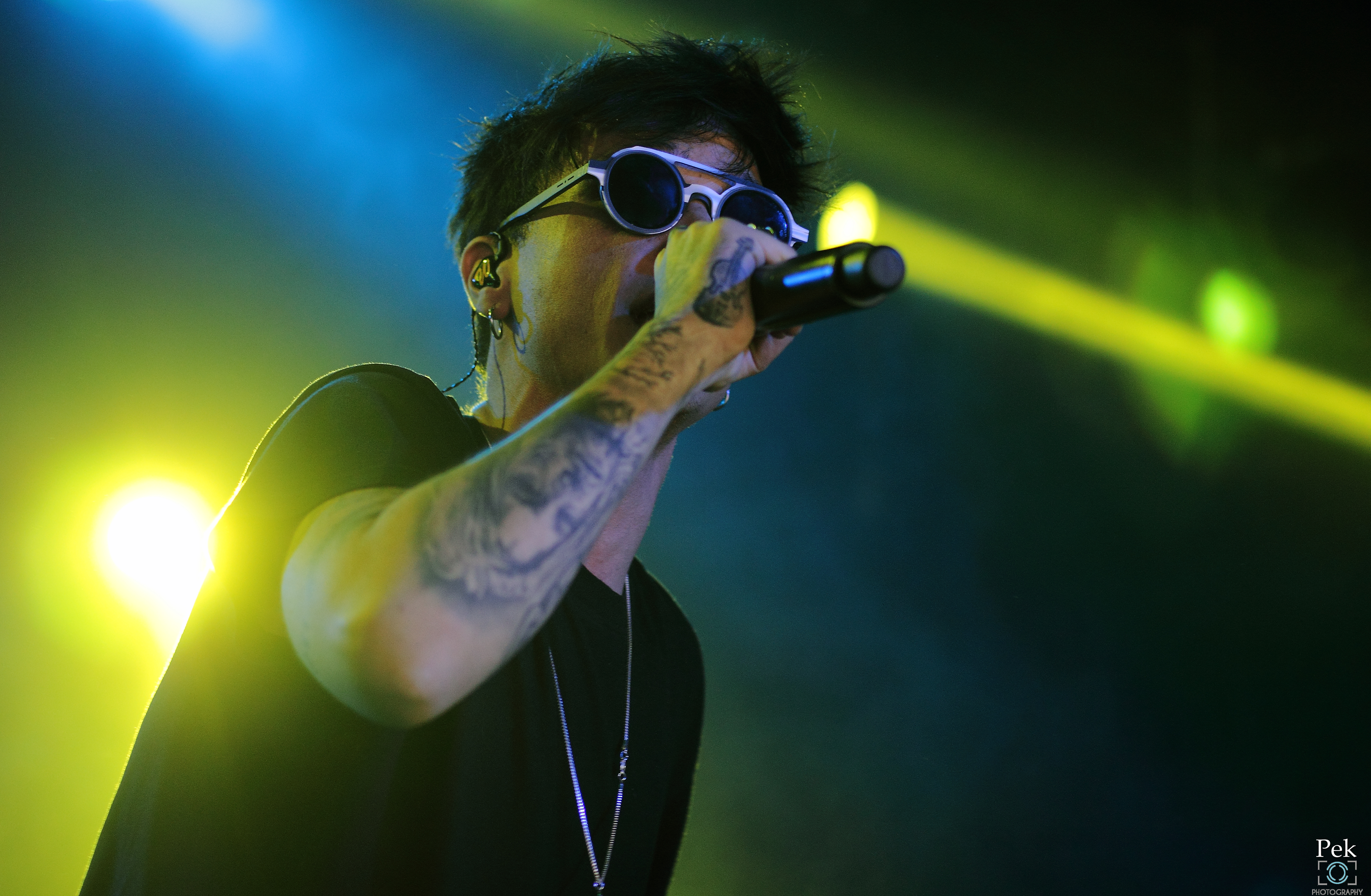
Ultimo durante il concerto al Teatro Quirinetta di Roma del 20 gennaio 2018

Nel frattempo, il 19 e 20 gennaio 2018 si svolgono i due primi concerti tutto esaurito del cantautore, rispettivamente al Santeria Social Club di Milano e al Quirinetta di Roma. Inoltre, il 31 gennaio è stato pubblicato il video live in studio de La stella più fragile dell'universo. Collabora inoltre con Sercho al singolo Tenebre, contenuto nell'album Temporale e pubblicato il 19 gennaio, e con Mostro alla versione acustica di E fumo ancora, contenuta nell'album Ogni maledetto giorno - Inferno edition, pubblicato l'11 maggio 2018. Il 12 marzo ha ricevuto il primo disco d'oro nei singoli per Il ballo delle incertezze, mentre il 23 aprile seguente ottiene il primo disco d'oro negli album per Peter Pan. Il 20 aprile ha collaborato con Fabrizio Moro al singolo L'eternità (il mio quartiere), rifacimento di L'eternità, presente nell'album L'inizio del 2013, brano dedicato dai due artisti al rione di Roma da cui entrambi provengono. Il 25 maggio viene estratto il secondo singolo dell'album, Poesia senza veli. Il 4 maggio dello stesso anno a Bologna, per promuovere il disco omonimo, prende il via il Peter Pan Live Tour che tocca le principali città italiane, tra cui Roma, dove viene registrata la prima data tutto esaurito. Il tour risulta tutto esaurito e vengono aggiunte nuove date, le sue prime nei PalaSport, ad appendice del Peter Pan Live Tour, soprannominate Esageriamo? al PalaLottomatica di Roma (1º e 2 novembre) e al Mediolanum Forum di Assago (4 novembre) precedute da una data zero al PalaMaggetti di Roseto degli Abruzzi il 30 ottobre 2018.
Nel frattempo, il 16 giugno 2018 è stato ospite al concerto di Fabrizio Moro allo Stadio Olimpico di Roma e si esibisce con lui sulle note di L'eternità (il mio quartiere) e Melodia di giugno. Inoltre, vengono pubblicati come singoli estratti il 14 settembre 2018 Cascare nei tuoi occhi, il cui video viene realizzato a Shanghai, e il 14 dicembre dello stesso anno Ti dedico il silenzio, il cui video mostra le immagini dei concerti nei palazzetti. Al termine del tour, a novembre 2018, annuncia il Colpa delle favole Tour nei principali palazzetti italiani e La favola, concerto evento allo Stadio Olimpico di Roma, preceduto da una data zero allo Stadio Comunale G. Teghil di Lignano Sabbiadoro. Le date risultano tutte esaurite (al PalaAlpitour di Torino viene anche registrato il record di presenze con 13 127 spettatori) e permettono a Ultimo di diventare il più giovane cantante italiano a esibirsi in tali location. A fine dicembre 2018 viene annunciato come l'artista più ascoltato dell'anno sulla piattaforma musicale TIMmusic.
Il 25 febbraio 2019 l'album Pianeti viene certificato disco di platino dalla FIMI per le oltre 50 000 copie vendute, mentre il 14 gennaio 2019 l'album Peter Pan viene certificato doppio disco di platino dalla FIMI per le oltre 100 000 copie vendute.

### 2019: il ritorno a Sanremo eColpa delle favole
Dopo aver vinto nella sezione "Nuove proposte" al Festival di Sanremo 2018, torna sul palco dell'Ariston l'anno seguente con il brano I tuoi particolari, con il quale si classifica al secondo posto e vince il premio TIM Music per il brano più ascoltato in streaming. Il 16 febbraio gli viene consegnato da RTL 102.5 il Premio "Finalmente Sanremo" per I tuoi particolari, votata dagli ascoltatori come la canzone più radiofonica del Festival. Il 18 febbraio I tuoi particolari viene certificato disco d'oro dalla FIMI per le oltre 25 000 copie vendute.
Il 22 febbraio 2019 è stato pubblicato il secondo singolo Fateme cantà, primo brano del cantautore con il testo completamente in dialetto romano. Il brano viene eseguito per la prima volta da Ultimo dal vivo l'8 e il 9 marzo 2019 al PalaLottomatica di Roma ai concerti di Antonello Venditti, il quale compare nel video ufficiale del singolo. Durante questi due concerti, duetta con Venditti su Grazie Roma e Roma capoccia (quest'ultima esibizione viene inserita nell'album Sotto il segno dei pesci - The Anniversary Tour (Live)).

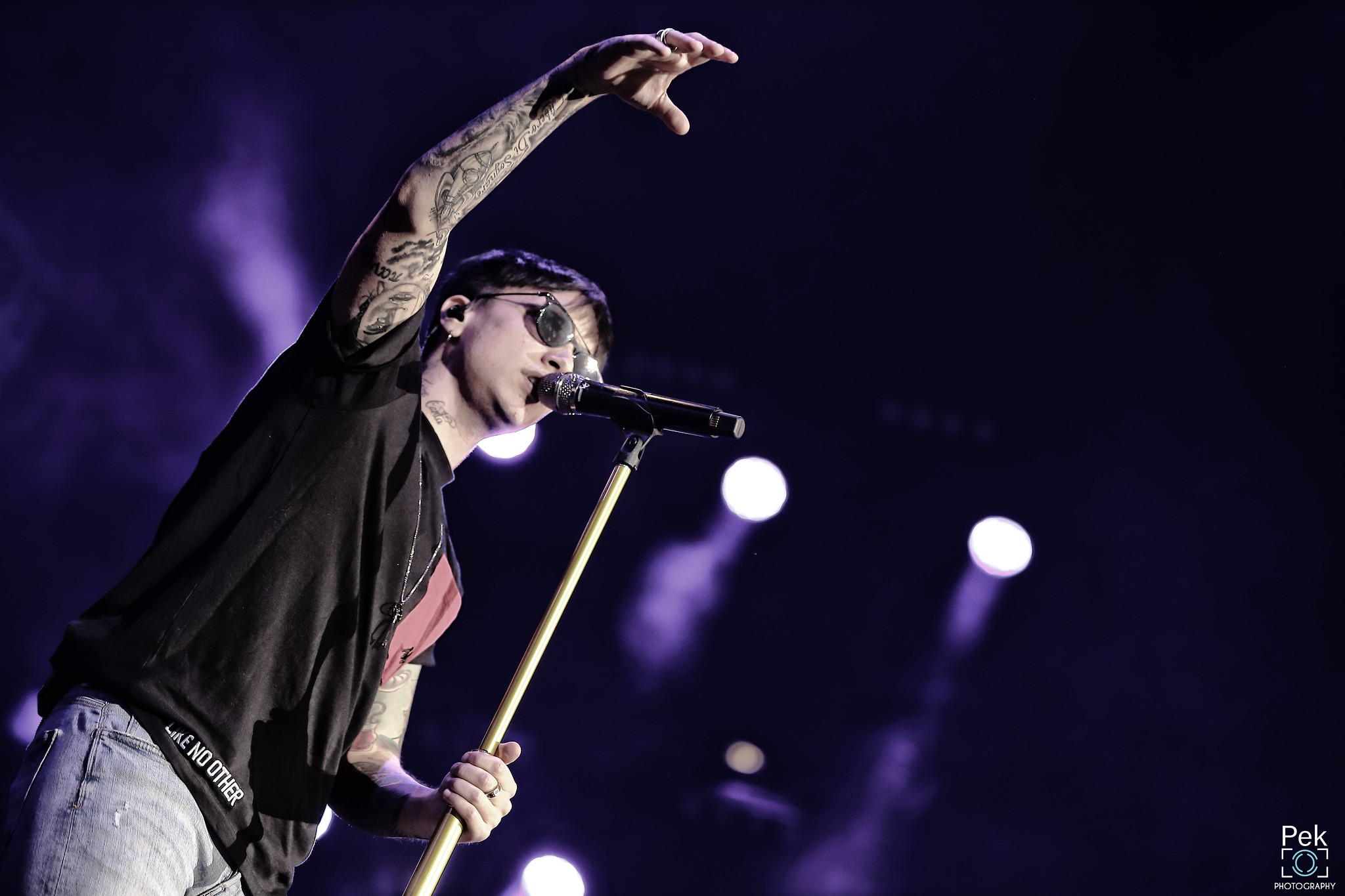
Ultimo durante il concerto al Palazzo dello Sport di Roma del 22 maggio 2019

Il 5 aprile 2019 è stato pubblicato sia il suo terzo album in studio, Colpa delle favole, chiusura della trilogia iniziata con Pianeti e Peter Pan, sia il terzo singolo dell'album, Rondini al guinzaglio. L'album esordisce al primo posto in classifica (posizione che manterrà per cinque settimane consecutive) e vende oltre 30 000 copie in una sola settimana, superando così le 25 000 necessarie per il disco d'oro; dopo soltanto un'altra settimana registra il disco di platino per Colpa delle favole e il triplo platino per Peter Pan con oltre 150 000 copie vendute. Intanto, il 25 aprile parte dalla data zero al Palasport di Vigevano il Colpa delle favole Tour, già tutto esaurito, nei principali palazzetti dello sport italiani. Al tour viene anche aggiunta una data finale il 15 giugno a Locarno, in Svizzera, in occasione del Connection Festival. A giugno supera 1 000 000 di follower su Spotify, diventando il più giovane artista italiano a riuscire in tale impresa. Il 7 dello stesso mese è stato pubblicato il quarto singolo dell'album, Ipocondria.
Nel 2019 la rivista Forbes Italia lo ha inserito tra gli under 30 italiani che avranno maggiore impatto nel futuro per la categoria musica. A luglio la FIMI ha comunicato che Ultimo è da sempre il primo artista vivente ad avere contemporaneamente tre album in studio nella Top Ten dei dischi più venduti dell'anno (è infatti presente in classifica con Colpa delle favole al primo posto, Peter Pan al quinto e Pianeti al nono).
Il 4 luglio si tiene il primo concerto del cantautore allo Stadio Olimpico di Roma, al quale prendono parte circa 64 000 persone (63 316 ingressi, secondo i dati dell'Osservatorio dello Spettacolo SIAE, e secondo concerto più visto dell'anno). Tra gli ospiti si esibiscono anche Antonello Venditti (che duetta con Ultimo su Roma capoccia e Notte prima degli esami) e Fabrizio Moro (in duetto su L'eternità (il mio quartiere) e Portami via). Durante l'evento viene inoltre presentato il brano inedito Poesia per Roma, con cui l'artista rende omaggio alla sua città natale.
Successivamente viene annunciato per l'estate del 2020 un tour negli stadi, inizialmente composto da otto date (con data finale al Circo Massimo). Del tour vengono venduti oltre 120 000 biglietti in 24 ore, di cui 30 000 solo per la data romana; inoltre, parte del ricavato viene devoluto in beneficenza all'UNICEF per importanti progetti in Mali. A settembre dello stesso anno, dopo i primi sold-out di Milano, Firenze e Napoli, vengono aggiunte ulteriori sei date. Con il raddoppio dello Stadio San Paolo di Napoli, Ultimo diventa il primo artista a esibirsi in tale location per due sere consecutive. A ottobre, con oltre 70 000 biglietti venduti, anche la data romana al Circo Massimo risulta tutta esaurita. Nel frattempo il 5 agosto 2019 è stato pubblicato il video live dal concerto allo Stadio Olimpico di Piccola stella, che, già disco d'oro, è stato poi estratto come singolo il 16 agosto dello stesso anno. A esso fa poi seguito Quando fuori piove, pubblicato come sesto singolo il 4 ottobre successivo e certificato disco d'oro la settimana seguente.
Il 10 ottobre 2019 si esibisce in Piazza Liberty a Milano per l'Apple Store Live. Il 18 ottobre viene nominato Ambasciatore di Buona Volontà dal Comitato Italiano dell'UNICEF "per la sua grande generosità e per il suo appassionato impegno in difesa degli ultimi, i bambini e le bambine più svantaggiati di tutto il mondo". Il 25 novembre l'album Pianeti viene certificato doppio disco di platino dalla FIMI per le oltre 100 000 copie vendute. A dicembre risulta essere l'artista più ascoltato dell'anno su Spotify in Italia, con oltre 697 milioni di stream; Colpa delle favole si posiziona invece al terzo posto nella classifica degli album più ascoltati sulla piattaforma di streaming. Inoltre, con circa 371 milioni di visualizzazioni, risulta l'artista più popolare su YouTube nel 2019 in Italia.

### 2019-2022:Solo
Il 13 dicembre 2019 è stato pubblicato il singolo Tutto questo sei tu. Il brano viene eseguito per la prima volta dal vivo il 12 dicembre, durante la finale della tredicesima edizione del talent show X Factor al Mediolanum Forum; successivamente esordisce al primo posto nella classifica dei singoli più venduti della settimana della FIMI. Il 23 dicembre gli album Colpa delle favole e Peter Pan vengono certificati dalla FIMI rispettivamente triplo disco di platino per le oltre 150 000 copie vendute. e quadruplo disco di platino per le oltre 200 000 copie vendute
A inizio gennaio 2020 la FIMI comunica che Colpa delle favole è l'album più venduto del 2019; nella stessa classifica, Peter Pan risulta quarto e Pianeti undicesimo. Inoltre, nei singoli, I tuoi particolari si classifica al decimo posto. A febbraio è il primo cantante Ambasciatore di Buona Volontà dell'UNICEF a recarsi in missione in Africa e, in generale, il primo Ambasciatore in Mali. Il 12 marzo è stato pubblicato su YouTube il video live ai Capitol Records Studios di Los Angeles della versione acustica di Tutto questo sei tu. Il 19 marzo pubblica sul proprio canale YouTube la prima puntata del format da lui creato In quel posto dentro me, in cui è stato intervistato dal suo maestro di musica Pierluigi Potalivo e con la regia di Lorenzo Piermattei. Il 29 giugno annuncia le nuove date del tour negli stadi 2021, inizialmente previsto per l'estate 2020, ma rimandato a causa dell'emergenza COVID-19. Il 4 luglio 2020, a un anno da La favola, è stato pubblicato su YouTube il video live di Sogni appesi allo Stadio Olimpico di Roma.
A settembre 2020 ha abbandonato l'etichetta romana Honiro per fondare la propria casa discografica indipendente, Ultimo Records. Il primo singolo prodotto con quest'etichetta, intitolato 22 settembre, è stato pubblicato proprio in tale data. Il 22 dicembre seguente è stato pubblicato il singolo 7+3. Il 22 febbraio 2021 ha pubblicato la cover de I giardini di marzo di Lucio Battisti, registrata ai Capitol Records Studios di Los Angeles. Il 23 aprile 2021 è stato pubblicato il singolo Buongiorno vita. Il brano viene presentato in anteprima, insieme a una selezione di brani di repertorio, il giorno precedente durante Buongiorno vita - L'evento, un concerto pianoforte e voce in streaming dall'interno del Parco Archeologico del Colosseo. L'evento infrange il record di biglietti venduti in Italia per un concerto trasmesso online. A giugno 2021 il suo catalogo Spotify ha superato 1 miliardo di streaming, rendendolo il più giovane artista italiano a riuscire in questa impresa.
Il 22 settembre 2021, a un anno di distanza dalla pubblicazione del singolo 22 settembre, è stata annunciata la pubblicazione del quarto album Solo, prevista per il 22 ottobre seguente. L'album viene anticipato il 15 ottobre dal singolo Niente. Il disco inoltre esordisce al primo posto in classifica. Dopo una sola settimana, avendo venduto 32 000 copie e quindi superato le 25 000 necessarie, viene certificato disco d'oro dalla FIMI. A un mese dall'uscita, l'album è stato certificato disco di platino per le oltre 50 000 copie vendute. Il 10 dicembre 2021 viene estratto come singolo il brano Supereroi, colonna sonora dell'omonimo film di Paolo Genovese. Il singolo viene anticipato il giorno precedente dalla pubblicazione su YouTube del relativo videoclip, con immagini del film che vedono protagonisti gli attori Alessandro Borghi e Jasmine Trinca.
A gennaio 2022 la FIMI comunica che Ultimo è l'artista che è stato presente per più settimane (149) in classifica nel 2021, con un record di quattro album in contemporanea nella classifica annuale: Solo alla posizione 14, Colpa delle favole alla 48, Peter Pan alla 69 e Pianeti alla 90.
Il 25 marzo 2022 è stato pubblicato Solo - Home Piano Session, riedizione dell'album Solo contenente sei tracce di quest'ultimo in versione acustica piano e voce più un brano inedito, Equilibrio mentale, sempre in versione acustica. Tutte e sette le tracce sono state registrate a luglio 2021 in una villa sul lago di Como. L'album è stato pubblicato anche in versione fisica a tiratura limitata di 5 000 copie con doppio CD. Il 4 aprile 2022 l'album viene certificato dalla FIMI doppio disco di platino per le oltre 100 000 copie vendute.
Il 6 maggio 2022 è stata pubblicata la versione italiana di 2step, singolo del cantautore britannico Ed Sheeran contenuto nell'album =, in collaborazione con Ultimo.

### 2022-2023: i tour negli stadi, la partecipazione a Sanremo eAlba
Il 25 maggio 2022 è stato pubblicato il singolo Vieni nel mio cuore, scritto durante le prove per i concerti del tour Ultimo Stadi 2022.
Il 5 giugno 2022 parte dallo Stadio Comunale di Bibione il tour Ultimo Stadi 2022, inizialmente previsto per il 2020 e poi rimandato prima al 2021 e successivamente al 2022 a causa dell'emergenza COVID-19. Il tour registra undici date sold-out su quindici con oltre 600 000 biglietti venduti e permette a Ultimo di diventare il più giovane cantante italiano di sempre a esibirsi negli stadi. In particolare, la data al Circo Massimo registra, secondo i dati forniti dalla SIAE, 70 151 spettatori e si classifica al sesto posto nella top ten dei concerti più visti nel periodo gennaio-settembre 2022. Durante l'ultima tappa allo Stadio San Siro di Milano viene annunciato per l'estate 2023 il tour Ultimo Stadi 2023 - La favola continua... composto da quattro date, due allo Stadio Olimpico di Roma e due allo Stadio San Siro di Milano. Il tour, nelle prime sei ore, vende oltre 100 000 biglietti. Successivamente, il 12 dicembre 2022, dopo il sold-out della seconda data romana, viene annunciata l'aggiunta della data zero allo Stadio Teghil di Lignano Sabbiadoro e di una terza data allo Stadio Olimpico di Roma. Il 31 agosto 2022, durante il Power Hits Estate 2022, ha ricevuto il Premio Power Hits Platino per essere stato il più giovane cantante italiano nella storia a esibirsi in tour negli stadi con oltre 600 000 biglietti venduti. Il 9 settembre 2022, in occasione dei TIM Music Awards 2022 svoltisi all'Arena di Verona, riceve quattro premi: Premio TIM Music Awards per il tour Ultimo Stadi 2022, certificato Diamante da SIAE per gli oltre 600 000 spettatori, Premio Assomusica per il successo del tour Ultimo Stadi 2022, Premio TIM Music Awards per l'album Solo, certificato multiplatino dalla FIMI/GFK e il biglietto di diamante per gli oltre 600 000 spettatori del tour Ultimo Stadi 2022. Il 28 ottobre è stato pubblicato il singolo Ti va di stare bene.
Il 4 dicembre 2022 è stata rivelata la sua partecipazione al Festival di Sanremo 2023 e il successivo 16 dicembre, durante la serata finale di Sanremo Giovani 2022, è stato svelato il titolo del brano in gara, Alba. Al termine della competizione il brano, pubblicato l'8 febbraio, si è classificato al quarto posto. Il 17 febbraio seguente è stato pubblicato l'album Alba, contenente il brano omonimo e i due singoli precedenti, Vieni nel mio cuore e Ti va di stare bene. Il disco esordisce al primo posto in classifica e dopo una sola settimana è stato certificato disco d'oro dalla FIMI per le oltre 25 000 copie vendute. Il 24 marzo seguente è stato estratto come quarto singolo dell'album il brano Nuvole in testa.
Il 30 maggio è stato pubblicato su Prime Video il documentario Ultimo - Vivo coi sogni appesi, per raccontare il viaggio attraverso i quindici stadi del tour Ultimo Stadi 2022.
Il 1º luglio 2023 è partito dallo Stadio Teghil di Lignano Sabbiadoro il tour Ultimo Stadi 2023 - La favola continua...; il tour si conclude con tutte le sei date sold-out, registrando 342 532 biglietti venduti, di cui circa 195 000 per le tre date allo Stadio Olimpico di Roma e 120 532 per le due date allo Stadio San Siro di Milano. Durante la terza data allo Stadio Olimpico, viene presentato in anteprima il brano Paura mai, pubblicato poi il 21 luglio all'interno dell'EP Ultimo Live Stadi 2023, insieme ad altre cinque tracce di Alba in versione live. Intanto, il 4 luglio è stata annunciata la prima data del tour Ultimo Stadi 2024 - La favola continua... allo Stadio Diego Armando Maradona di Napoli, per la quale, nella prima mezzora, vengono venduti 10 000 biglietti. Successivamente, il 12 luglio, vengono annunciate ulteriori quattro date negli stadi di Torino, Roma, Messina e Padova; per queste date vengono venduti 50 000 biglietti nei primi trenta minuti. Il 20 luglio viene inoltre annunciata una seconda data allo Stadio Olimpico di Roma, portando quindi a un totale di ventinove stadi in cinque anni e oltre un milione di spettatori paganti.

### 2023-2024:Altrove
Il 1º dicembre 2023 è stato pubblicato il singolo Occhi lucidi, accompagnato da un videoclip girato dagli YouNuts! a Napoli in cui Ultimo è protagonista assieme alla giovane attrice napoletana Maria Esposito, volto della serie TV di successo Mare fuori.
Per Natale sceglie di devolvere all'UNICEF i diritti d'autore del brano natalizio Non lasciare le mie mani, da lui scritto e composto per poi essere affidato a un coro di bambini; il ricavato del brano andrà a sostenere i bambini nelle emergenze con particolare attenzione e quelli coinvolti nei conflitti.
Il 22 marzo 2024 ha pubblicato il primo singolo in collaborazione con il rapper Geolier, L'ultima poesia, cantato in napoletano. Il brano raggiunge la vetta della classifica FIMI che mantiene per un totale di tre settimane (non consecutive).
Il 17 maggio 2024 è stato pubblicato il sesto album in studio Altrove, anticipato una settimana prima, il 10 maggio, dalla pubblicazione del singolo omonimo Altrove, secondo estratto dal disco. Nello stesso giorno, nel quartiere di San Basilio a Roma, con la presenza del sindaco Roberto Gualtieri, è stato inaugurato il "Parchetto di Ultimo", per il quale il cantautore ha donato nove panchine; a ricordarlo è presente una targa che recita: "La città di Roma ringrazia Ultimo, cantautore nato e cresciuto nella Capitale, di cui porta con orgoglio la bandiera, per aver valorizzato e abbellito questo luogo. Questo è il Parchetto di Ultimo, il suo "Altrove", un simbolo che racconta la storia, le amicizie di una vita, le prime note delle canzoni di un artista profondamente orgoglioso delle sue origini, del suo territorio e del suo quartiere, San Basilio".

Copertina dell'album Altrove

Il 2 giugno 2024, con la data zero allo Stadio Nereo Rocco di Trieste è iniziato il tour Ultimo Stadi 2024 - La favola continua... Il 21 giugno, prima della prima delle tre date allo Stadio Olimpico di Roma del tour viene insignito di una targa speciale per lo spartito del brano Alba "in riconoscimento del suo straordinario talento autorale e artistico". Il tour Ultimo Stadi 2024 - La favola continua... si conclude presso lo Stadio Euganeo di Padova sabato 6 luglio 2024, registrando 412 884 biglietti venduti nelle dieci date complessive tra giugno e luglio, quasi tutte sold out a parte la data zero di Trieste e quella di Napoli.
Il 27 settembre 2024 è stato estratto il terzo singolo dall'album Altrove, Neve al sole, accompagnato da un videoclip girato fra le strade di New York dal duo di registi YouNuts! e che vede protagonista lo stesso Ultimo; il brano è stato poi certificato disco d'oro il successivo 5 novembre. Il 23 novembre viene insignito del riconoscimento SIAE Music Awards 2024 come Miglior Autore Under 35, che viene attribuito per celebrare l'autore under 35 che con il suo repertorio ha ottenuto il maggior numero di royalties distribuite e pagate nel 2024.

### 2024-presente:Ultimo Live Stadi 2024 (Live)
Il 27 novembre 2024 ha pubblicato a sorpresa a mezzanotte, un brano dal titolo La parte migliore di me, che dedica al figlio primogenito. Il brano è accompagnato da un videoclip, girato a New York dal duo di registi YouNuts!, che vede lo stesso Ultimo protagonista al pianoforte.
Il 18 aprile 2025 ha pubblicato il suo nuovo singolo Bella davvero, accompagnato dal videoclip girato dal duo di registi YouNuts!, dove viene mostrata la location segreta del Raduno degli Ultimi, grande evento live organizzato all'artista e previsto a Roma per il 2026. Il 23 maggio 2025 ha pubblicato il suo primo album dal vivo, Ultimo Live Stadi 2024 (Live), che ha esordito in vetta alla classifica FIMI Album. Il 14 giugno seguente a sorpresa si è presentato al concerto di Ed Sheeran allo Stadio Olimpico, cantando insieme Piccola stella e la versione italiana di Perfect.
Il 15 luglio 2025, due giorni dopo il suo decimo Stadio Olimpico in carriera, ha fatto registrare il record italiano per il concerto con il maggior numero di spettatori paganti (250 000), in occasione dell'apertura delle prevendite, fino al sold-out in poche ore, per la data del 4 luglio 2026 a Tor Vergata La favola per sempre, battendo il precedente record di 220 173, detenuto da Vasco Rossi per il Modena Park del 2017.

## Vita privata
Dal marzo 2021 ha una relazione con Jacqueline Luna Di Giacomo, figlia della showgirl Heather Parisi, che compare nel videoclip del singolo Altrove. Il 30 novembre 2024 è nato il loro primo figlio.

## Stile e influenze musicali
All'inizio della sua carriera, Ultimo si è spesso definito un "cantautorap", per descrivere la sua musica a metà tra il rap (e l'hip hop in generale) e il cantautorato italiano. Questo è piuttosto evidente nel primo album Pianeti, ma anche nel successivo Peter Pan, dove si mescolano pop e hip hop. Lo stesso singolo Il ballo delle incertezze, con cui Ultimo si fa conoscere al grande pubblico grazie al Festival di Sanremo, viene pensato dal cantautore come "tre canzoni in una sola: piano e voce cantautorale, cantato pop e strofa rap". Tuttavia, già con la pubblicazione del terzo album, Colpa delle favole, l'impronta rap sopravvive solo in un brano, Aperitivo grezzo, in cui però essa viene mescolata al reggae. In diverse occasioni ha indicato come punti di riferimento i principali cantautori italiani, specialmente quelli della scuola romana. In particolar modo, ha spesso citato: Lucio Dalla, Antonello Venditti, Francesco De Gregori, Cesare Cremonini, Vasco Rossi, Renato Zero, Fabrizio Moro e Claudio Baglioni. In riferimento a Venditti, Ultimo ha citato canzoni come Lo stambecco ferito, Sora Rosa (di cui, in alcune occasioni, ha anche eseguito una cover) e Stella; a proposito di Vasco, invece, ha spesso citato Toffee e Sally (che ha anche reinterpretato) e durante i suoi concerti ha eseguito le cover di Vita spericolata e Albachiara. Lo stretto legame con la tradizione cantautorale romana emerge soprattutto nel singolo Fateme cantà, il cui testo è completamente in dialetto romanesco, e nel cui video musicale compare Venditti.

## Discografia

### Album in studio
- 2017 – Pianeti
- 2018 – Peter Pan
- 2019 – Colpa delle favole
- 2021 – Solo
- 2023 – Alba
- 2024 – Altrove

### Album dal vivo
- 2025 – Ultimo Live Stadi 2024 (Live)

## Tournée
- 2018 – Ultimo Live
- 2018 – Peter Pan Live Tour
- 2019 – Colpa delle favole Tour
- 2022 – Ultimo Stadi 2022
- 2023/25 – Ultimo Stadi - La favola continua...

## Partecipazioni a manifestazioni canore
- Festival di Sanremo (Rai 1)
  - 2018 – 1º posto sezione "Nuove proposte" con Il ballo delle incertezze
  - 2019 – 2º posto con I tuoi particolari
  - 2023 – 4º posto con Alba
- Sanremo Giovani (Rai 1)
  - 2017 – Finalista con Il ballo delle incertezze

## Riconoscimenti
- Festival di Sanremo
  - 2018 – Primo classificato della 68ª edizione con Il ballo delle incertezze, sezione "Nuove proposte"
  - 2018 – Premio Lunezia al valore musical-letterario per Il ballo delle incertezze, sezione "Nuove proposte"
  - 2018 – Premio RTL 102.5 per la miglior canzone radiofonica con Il ballo delle incertezze, sezione "Nuove proposte"
  - 2019 – Premio TIMmusic con I tuoi particolari
  - 2019 – Premio RTL 102.5 per la miglior canzone radiofonica con I tuoi particolari
- Forbes Italia
  - 2019 – Inserimento tra gli under 30 italiani di maggiore impatto nel futuro nella categoria "Musica"[84]
- Music Awards
  - 2018 – Premio CD platino per l'album Peter Pan[218]
  - 2019 – Premio per il miglior disco per l'album Colpa delle favole[219]
  - 2019 – Premio per il miglior singolo I tuoi particolari[219]
  - 2019 – Premio per il miglior Live[219]
  - 2019 – Premio PMI per aver contribuito allo sviluppo delle nuove tendenze musicali Italiane[219]
  - 2019 – Premio SIAE riferito al suo primo spartito Parlo ad un amico di te presentato alla SIAE il 9 giugno del 2011 a soli quindici anni[220]
  - 2022 – Premio per il tour Ultimo Stadi 2022, certificato diamante da SIAE per gli oltre 600 000 spettatori[221]
  - 2022 – Premio Assomusica per il successo del tour Ultimo Stadi 2022[221]
  - 2022 – Premio per l'album Solo, certificato multiplatino dalla FIMI/GFK[221]
  - 2022 – Premio biglietto di diamante, per gli oltre 600 000 spettatori del tour Ultimo Stadi 2022[221]
- RTL 102.5 Power Hits Estate
  - 2022 – Premio Power Hits platino per essere stato il più giovane cantante italiano a esibirsi in tour negli stadi, con oltre 600 000 biglietti venduti[147]
- SIAE Music Awards
  - 2024 – Premio SIAE riferito allo spartito di Alba, in riconoscimento del suo straordinario talento autorale e artistico[181]
  - 2024 – Premio come miglior autore Under 35, che celebra l'autore under 35 che con il suo repertorio ha ottenuto il maggior numero di royalties distribuite e pagate nel 2024.[188]